# St. Peter, Radenthein
St. Peter je naselje v Občini Radenthein v Okraju Špital ob Dravi  na Koroškem v Avstriji.